# Mosquée Bajrakli de Samokov
Pour les articles homonymes, voir Mosquée Bajrakli.

La mosquée Bajrakli de Samokov (en bulgare : Байракли джамия) est une mosquée ottomane située dans la ville de Samokov, en Bulgarie.
La mosquée a été édifiée au XIXe siècle. Elle est reconstruite entre 1960 et 1966 par l'architecte Nikola Mouchanov et décorée par l'artiste-peintre Gueorgui Belstoïnev. Elle a un minaret.
La mosquée abrite un musée.